# الاعتراف بإمارة أفغانستان الإسلامية
الاعتراف بإمارة أفغانستان الإسلامية بعد الحكم الأول على كابول، حكمت حكومة إمارة أفغانستان الإسلامية بقيادة طالبان أفغانستان «كحكومة محدودة معترف بها» على مدى السنوات الخمس التالية. منذ استعادة كابول في 15 أغسطس 2021 من قبل طالبان أعادت المنظمة حكومتها، وهي حاليًا الحكومة الوطنية الحاكمة في أفغانستان. في الوقت الحالي لم تكن هناك محاولات جادة من قبل الرئيس الأسبق أشرف غني لتشكيل حكومة في المنفى، تاركًا إمارة أفغانستان الإسلامية التي تحكمها طالبان كحكومة أمر واقع في أفغانستان معترف بها من قبل المجتمع الدولي. واعتبارا من عام 2025، اعترفت روسيا فقط بالإمارة الإسلامية كحكومة شرعية لأفغانستان.

## التاريخ

### 1996-2001
بين عامي 1996 و2001 هناك فقط ثلاثة بلدان اعترفت بالإمارة على نطاق واسع، حيث أعلنت باكستان والمملكة العربية السعودية والإمارات العربية المتحدة أن الإمارة الإسلامية هي الحكومة الشرعية لأفغانستان. وحصلت الإمارة الإسلامية أيضًا على اعتراف من جمهورية الشيشان المعترف بها جزئيًا، على الرغم من أن الرئيس الشيشاني أصلان مسخادوف وصف فيما بعد الإمارة الإسلامية بأنها حكومة «غير شرعية». بالإضافة إلى ذلك، تلقت حكومة طالبان دعمًا من تركمانستان، على الرغم من أن الدولة لم تمنح الإمارة اعترافًا رسميًا.
لم تعترف الأمم المتحدة بحكومة طالبان التي استمرت بدلاً من ذلك في الاعتراف بدولة أفغانستان الإسلامية كحكومة شرعية لأفغانستان.

### 2021 إلى الآن
اعتبارًا من 16 سبتمبر 2021 لم تعترف أي دولة رسميًا بإمارة أفغانستان الإسلامية كخليفة شرعي لجمهورية أفغانستان الإسلامية.

#### المنظمات الدولية
- الأمم المتحدة: دعت الأمم المتحدة إلى «إنشاء حكومة موحدة وشاملة وتمثيلية مع المشاركة الكاملة والمتساوية والهادفة للمرأة من خلال مفاوضات شاملة».[7] واصل غلام إم إيساكزي ممثل أفغانستان لدى الأمم المتحدة الذي عينته جمهورية أفغانستان الإسلامية تمثيل البلاد في اجتماع مجلس الأمن الذي عقد في 16 أغسطس 2021.[8]
- الاتحاد الأوروبي: صرح الممثل السامي للاتحاد للشؤون الخارجية والسياسة الأمنية جوزيب بوريل أن الاتحاد الأوروبي «سيتعين عليه الاتصال بالسلطات في كابول مهما كانت، لقد انتصرت حركة طالبان في الحرب لذا سيتعين علينا التحدث معهم». ولكن الاتحاد الأوروبي ليس لديه خطط للاعتراف بإمارة أفغانستان الإسلامية.[9]
- منظمة التعاون الإسلامي: دعت منظمة التعاون الإسلامي حركة طالبان إلى ضمان عدم استخدام أفغانستان كمنصة أو ملاذ آمن للإرهاب والتطرف، وتحقيق المصالحة واحترام الاتفاقيات الدولية. ويجب على المجتمع الدولي وعلى النظام الحاكم خاصة العمل على ضمان عدم استخدام أفغانستان مرة أخرى كمنصة أو ملاذ آمن للإرهاب والتطرف، أو التدخل في شؤونه الداخلية. ودعت «بشكل عاجل إعادة إرساء الأمن وإحلال السلم والاستقرار في أفغانستان حتى يتسنى إعادة الوضع إلى طبيعته، ولضمان حماية حقوق أبناء الشعب الأفغاني كافة».

## 1996 - 2001
بين عامي 1996 و2001، اعترفت ثلاث دول فقط أعضاء في الأمم المتحدة فقط - باكستان والمملكة العربية السعودية والإمارات العربية المتحدة - بالإمارة الإسلامية باعتبارها الحكومة الشرعية لأفغانستان. تلقت الإمارة الإسلامية اعترافًا من جمهورية الشيشان إيشكيريا المعترف بها جزئيًا، على الرغم من أن الرئيس الشيشاني أصلان مسخادوف وصف الإمارة الإسلامية لاحقًا بأنها حكومة "غير شرعية".
ولم تعترف الأمم المتحدة بحكومة طالبان، بل واصلت بدلاً من ذلك الاعتراف بدولة أفغانستان الإسلامية باعتبارها الحكومة الشرعية لأفغانستان.

## 2021 - الآن

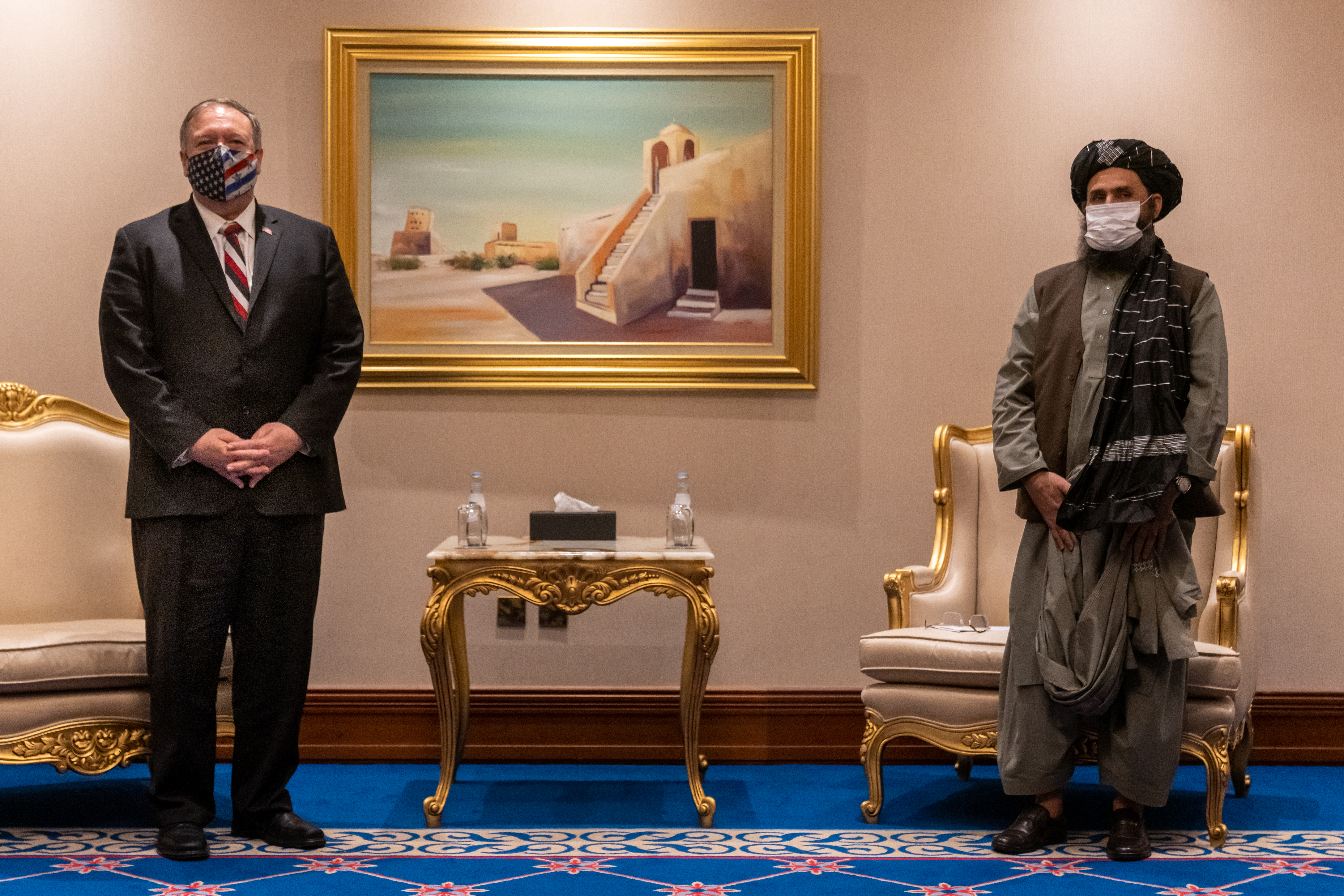
وزير الخارجية الأمريكي مايك بومبيو (يسار) مع النائب الثالث لزعيم طالبان ورئيس المكتب السياسي عبد الغني برادر (يمين) في الدوحة، قطر في عام 2020

على الرغم من الاعتراف المحدود بالإمارة الإسلامية باعتبارها الخليفة الشرعي لجمهورية أفغانستان الإسلامية، فقد جرت محادثات دبلوماسية رسمية بين طالبان ودول أخرى منذ سبتمبر/أيلول 2021.

### الحكومات الوطنية
- بنغلاديش: وفقًا لوزير خارجية بنغلاديش السابق أبو الكلام عبد المؤمن، "إذا شُكِّلت حكومة طالبان، وهو ما حدث بالفعل، فسيكون بابنا مفتوحًا لهم إذا كانت حكومة شعبية"، و"بغض النظر عن أي حكومة جديدة تُشكَّل، سنقبلها إذا كانت شعبية". تتمتع كل من بنغلاديش وأفغانستان بعلاقات دبلوماسية جيدة ، حيث يعتبر الوزير بنغلاديش "شريكًا تنمويًا محتملًا وصديقًا لأفغانستان".[13]
- الصين: صرح متحدث باسم وزارة خارجية جمهورية الصين الشعبية بأن الصين "تحترم رغبات وخيارات الشعب الأفغاني" وتأمل في "الصداقة والتعاون" مع السلطات الجديدة.[14][15] كما تأمل الصين في الحصول على ضمانات من طالبان بأنها لن تدعم حزب تركستان الإسلامي المحظور من قبل الأمم المتحدة أو تسمح له بالعمل من الأراضي الأفغانية.[16][14] في مارس 2022، زار وانغ يي وزير خارجية الصين، كابول والتقى بالقائم بأعمال وزير الخارجية الأفغاني، أمير خان متقي.[17] رشحت الصين تشاو شنغ سفيرًا لدى أفغانستان في سبتمبر 2023، لتصبح أول دولة تعين سفيرًا منذ استيلاء طالبان على السلطة.[18] في يناير 2024، كانت الصين أول دولة تعتمد سفيرًا معينًا من قبل طالبان؛ ومع ذلك، لا تزال جمهورية الصين الشعبية لا تعترف رسميًا بطالبان كحكومة شرعية لأفغانستان.[19]
- إيران: صرح الرئيس الإيراني إبراهيم رئيسي بأن "الفشل العسكري" الأمريكي في أفغانستان يُتيح فرصةً لإحلال سلام دائم في البلاد. ونقل التلفزيون الإيراني الرسمي عنه قوله إن "هزيمة أمريكا العسكرية وانسحابها يجب أن يُصبحا فرصةً لإعادة الحياة والأمن والسلام الدائم في أفغانستان".[20][21] وفي 26 فبراير/شباط 2023، اعتمدت إيران محمد أفضل حقاني، مرشح طالبان لمنصب القائم بالأعمال، وسلمت السفارة في طهران.[22][23]
- ماليزيا: صرح وزير الخارجية الماليزي سيف الدين عبد الله بأن الحكومة لم تحسم أمرها بعد بشأن الاعتراف، وستتبنى نهجًا حذرًا.[24] ومع ذلك، أعربت ماليزيا في عهد رئيس الوزراء أنور إبراهيم عن استعدادها للتعاون مع أفغانستان بقيادة طالبان، وخاصة من خلال منظمة التعاون الإسلامي. وبينما تُبدي ماليزيا انفتاحًا على التعاون مع أفغانستان، إلا أنها تُحافظ على موقفها الثابت بشأن حق النساء والفتيات في التعليم، على الرغم من القيود التي تفرضها طالبان على حقوق المرأة.[25]
- ميانمار: انتقد وزير التعاون الدولي البورمي كو كو هلاينج "الديمقراطية المفروضة من الخارج" وألقى باللوم على التدخل الأجنبي الأمريكي في سقوط الحكومة.[26]
- باكستان: صرح رئيس الوزراء الباكستاني السابق عمران خان بأن الأفغان "كسروا قيود العبودية".[27][28] صرح وزير الخارجية شاه محمود قريشي بأن باكستان لن تعترف بحكومة بقيادة طالبان دون مشاورات مع الشركاء الإقليميين والدوليين، مضيفًا أنه مسرور لأن انتقال السلطة تم دون إراقة دماء.[21] أشار الممثل الباكستاني لدى الأمم المتحدة إلى الحكومة بقيادة أشرف غني بأنها "نظام منحل الآن" وانتقد مشاركة الممثل الأفغاني الذي عينه غني وكذلك منعه من إلقاء كلمة في اجتماع مجلس الأمن التابع للأمم المتحدة برئاسة الهند.[29] ادعت الحكومة الباكستانية أن مير رحمن رحماني، رئيس مجلس النواب الأفغاني، التقى وزير الخارجية شاه محمود قريشي واتفق على التعاون مع طالبان لتشكيل حكومة شاملة. [29] حذر مستشار الأمن القومي الباكستاني، مؤيد يوسف، من أن الغرب يخاطر بوقوع سيناريو ثانٍ يشبه أحداث الحادي عشر من سبتمبر إذا لم "يعترف فورًا" بطالبان.[30]
- نيكاراغوا: عينت نيكاراغوا سفيرًا غير مقيم لدى أفغانستان متمركزًا في بكين في عام 2024. وصرح نائب الرئيس آنذاك روزاريو موريلو بأنه قدم أوراق اعتماده رسميًا إلى الزعيم الأعلى هبة الله أخوندزاده.[31]
- قطر: كانت قطر بمثابة المركز الدبلوماسي الرئيسي لطالبان منذ عام 2012، عندما افتُتح المكتب السياسي لطالبان هناك، بمساعدة الحكومة القطرية. استضاف المكتب دبلوماسيين كبار من طالبان؛ ورئيس المكتب السياسي هو عضو في مجلس قيادة طالبان الحاكم . من عام 2019 وحتى استعادة البلاد، كان النائب الثالث للزعيم عبد الغني برادر، أحد مؤسسي طالبان، متمركزًا في قطر كرئيس للمكتب السياسي. وقد تفاوض ووقع على اتفاق الولايات المتحدة وطالبان في قطر، ورتب لتسليم كابول مع القادة العسكريين الأمريكيين. عاد برادر إلى أفغانستان في 17 أغسطس 2021،[32] وتولى سهيل شاهين المكتب السياسي، الذي لا يزال يعمل كمركز دبلوماسي لطالبان. كما سُمح لطالبان منذ ذلك الحين بالاستيلاء على سفارة أفغانستان في قطر. قام القائم بأعمال وزير الخارجية أمير خان متقي بزيارات عديدة إلى قطر للقاء قادة قطريين وغيرهم من قادة العالم، وزار قطر أكثر من أي دولة أخرى.[33]
- روسيا: اعترفت روسيا بالإمارة الإسلامية باعتبارها السلطة الشرعية لأفغانستان.[34][35] وقالت موسكو إنها تأمل في تطوير العلاقات مع طالبان، على الرغم من أنها تقول أيضًا إنها ليست في عجلة من أمرها للاعتراف بهم كحكام للبلاد.[36] في 16 أغسطس 2021، أشاد دميتري جيرنوف السفير الروسي لدى أفغانستان، بالمجموعة وصرح بأن "الوضع سلمي وجيد وقد هدأ كل شيء في المدينة. الوضع في كابول الآن تحت حكم طالبان أفضل مما كان عليه في عهد أشرف غني". التقى جيرنوف بممثل عن طالبان في 15 سبتمبر لمناقشة أمن السفارة في كابول، التي ظلت مفتوحة. في 21 أكتوبر، بعد يوم من استضافة طالبان لإجراء محادثات في موسكو، أعلن فلاديمير بوتين أن روسيا "ستتحرك في اتجاه" شطب طالبان من قائمة الجماعات الإرهابية، على الرغم من أن الرئيس أكد على أن مجلس الأمن التابع للأمم المتحدة يجب أن يكون أول من يغير تصنيف طالبان. بعد فترة وجيزة، منعت وكالة الأنباء الروسية الرسمية روسيا سيغودنيا مراسليها من الإشارة إلى طالبان في المحتوى المنشور كمنظمة إرهابية محظورة في روسيا.[37] وقد حدث هذا من قبل: في نوفمبر 2018، أمرت الإدارة في ريا نوفوستي الموظفين بعدم ذكر طالبان في تقاريرهم أنها منظمة إرهابية محظورة في روسيا. ومع ذلك، لا تزال طالبان مدرجة على القائمة الفيدرالية الروسية للمنظمات الإرهابية المحظورة.[38] في 31 مارس 2022، أصبحت روسيا الاتحادية واحدة من أوائل الدول التي تقبل أوراق الاعتماد الدبلوماسية لمبعوث معين من قبل طالبان، على الرغم من أن هذا لا يعادل الاعتراف الرسمي.[39] في 3 يوليو 2025، اعترفت روسيا بإمارة أفغانستان الإسلامية وعدلت علمها على واجهة السفارة الأفغانية في موسكو.[40]
- السعودية:
- تركمانستان: في مارس/آذار 2022، قبلت تركمانستان أوراق اعتماد فضل محمد صابر، القائم بالأعمال المعين من قِبل طالبان في السفارة الأفغانية في عشق آباد، دون الاعتراف رسميًا بالإمارة الإسلامية. وحضر حفل التنصيب نائب وزير خارجية تركمانستان وفاء خادجييف.[41][42][43]
- الإمارات العربية المتحدة: افتُتحت سفارة الإمارات العربية المتحدة في 30 نوفمبر 2021.[44] وفي ديسمبر 2022، التقى النائب الثاني لزعيم أفغانستان ووزير الدفاع بالإنابة الملا يعقوب برئيس الإمارات العربية المتحدة محمد بن زايد آل نهيان في أبو ظبي.[45] كما التقى آل نهيان بالنائب الأول للزعيم سراج الدين حقاني في أبو ظبي في يونيو 2024. واعتمدت الإمارات العربية المتحدة سفيرًا معينًا من قبل طالبان في أغسطس 2024 على الرغم من عدم اعترافها بالإمارة الإسلامية.[46][47] وفي مارس 2023، افتتحت طالبان قنصلية عامة في دبي. [48]
- أوزبكستان: في أغسطس 2024، قام رئيس وزراء أوزبكستان عبد الله أريبوف بزيارة عمل إلى كابول، وهو أعلى زعيم أجنبي يقوم بهذه الزيارة منذ استعادة طالبان للسلطة.[49] في أكتوبر 2024، تم تعيين أويبك عثمانوف، نائب وزير الخارجية الأوزبكي السابق وسفير أوزبكستان لدى باكستان، سفيرًا لدى أفغانستان.[50] انخرطت حكومتا أفغانستان وأوزبكستان في حوار بشأن قناة قوش تيبا ، والتي تخشى أوزبكستان من أنها قد تهدد أمنها المائي؛ صرح رئيس أوزبكستان شوكت ميرضيايف "من الضروري تشكيل مجموعة عمل مشتركة لدراسة جميع جوانب بناء قناة قوش تيبا وتأثيرها على نظام المياه في نهر آمو داريا".[51]

### المعارضون لطالبان
َ*  الولايات المتحدة: في أغسطس 2021، قال وزير الخارجية أنتوني بلينكن في مقابلة إن الولايات المتحدة لن تعترف بأي حكومة تؤوي جماعات إرهابية أو لا تحترم حقوق الإنسان الأساسية. ورفضت وزارة الخارجية الأمريكية لاحقًا الإفصاح عما إذا كانت الولايات المتحدة لا تزال تعترف بأشرف غني رئيسًا أفغانستان.
- أستراليا: صرحت وزيرة الخارجية الأسترالية آنذاك ماريس باين، عام 2021: "لا نتعهد بأي التزامات سابقة لأوانها بالتعامل مع إدارة أفغانية بقيادة طالبان". ستدعم أستراليا الجهود الدولية لمواصلة الضغط على طالبان وأي إدارة أفغانية مستقبلية للوفاء بمسؤولياتها تجاه شعبها ومنطقتها والعالم أجمع.[54]
- كندا: صرح رئيس الوزراء جاستن ترودو بأن كندا لن تعترف بالإمارة الإسلامية كحكومة شرعية لأفغانستان وأن طالبان ستظل منظمة محظورة في كندا.[55]
- جمهورية التشيك: وزير الخارجية التشيكي جاكوب كولهانيك بأن جمهورية التشيك "لن تعترف بطالبان بأي حال من الأحوال تحت أي ظرف من الظروف" لكنه لم يستبعد الحوار مع المجموعة.[56][57]
- فرنسا: صرح وزير الخارجية الفرنسي جان إيف لودريان أن فرنسا "ترفض الاعتراف بهذه الحكومة أو إقامة أي نوع من العلاقات معها".[58]
- {} الهند}}: لا تعترف الحكومة الهندية بالبلاد، ولكنها قالت إنها ستساعد أفغانستان عندما يتطلب الأمر ذلك. [59]
- إندونيسيا: في أعقاب سقوط كابول، اعتقد نائب الرئيس الإندونيسي السابق يوسف كالا أن إندونيسيا لن تقطع العلاقة الدبلوماسية بين إندونيسيا وأفغانستان. وحث خبراء الدستور الإندونيسي الحكومة الإندونيسية على عدم الاعتراف على عجل بأفغانستان في ظل حكومة طالبان لأنهم اعتبروا أن نقل السلطة قد تم دون وسائل دستورية. وقد تم التعبير عن هذه المخاوف في 17 أغسطس 2021 وتم إضفاء الطابع الرسمي عليها ببيان صادر عن لجنة الدراسات الدستورية في الجمعية الإستشارية الشععية د ثلاثة أيام. وفي 26 أغسطس 2021، التقت وزيرة الخارجية ريتنو مارسودي بمسؤولي وممثلي طالبان في قطر . وفي الاجتماع، حثت نظيرها في طالبان على (1) ضمان الاستقرار والازدهار في أفغانستان، (2) تشكيل حكومة شاملة، (3) الحفاظ على الاحترام والكرامة والحقوق الأساسية للمرأة الأفغانية.[60]
- إسبانيا: في أغسطس 2021، أعلن وزير الخارجية الإسباني خوسيه مانويل ألباريس أن بلاده لن تعترف بحكومة طالبان "المفروضة بالقوة"، على الرغم من أنهم لم يستبعدوا إمكانية الحفاظ على "اتصال عملي" مع حكومة طالبان لمواصلة إجراءات الإجلاء.[61]
- طاجيكستان: في خطاب ألقاه في سبتمبر 2021 أمام الجمعية العامة للأمم المتحدة، انتقد رئيس طاجيكستان إمام علي رحمان حركة طالبان "لفشلها في الوفاء بوعودها السابقة بتشكيل حكومة شاملة بمشاركة واسعة من القوى السياسية والعرقية الأفغانية".[62]في حين أن حكومة طالبان تدير القنصلية الأفغانية في خوروغ ، اعتبارًا من مايو 2024، فإن السفارة في دوشنبه يقودها السفير الذي عينته الجمهورية الإسلامية سابقًا.[63]] كما سعت طاجيكستان إلى استبعاد حكومة طالبان من المشاركة في المنظمات الإقليمية، مثل منظمة شنغهاي للتعاون.[64]
- تركيا: في سبتمبر 2021، قال وزير الخارجية مولود تشاووش أوغلو إن تركيا ليست في عجلة من أمرها للاعتراف بحكومة طالبان.[65][66] ومع ذلك، في مارس 2022، أعرب تشاووش أوغلو عن نيته الاعتراف الدولي بالإمارة الإسلامية.[65]
- المملكة المتحدة: في أغسطس 2021، حث رئيس الوزراء البريطاني بوريس جونسون الدول الأخرى على عدم الاعتراف بالإمارة الإسلامية كحكومة شرعية لأفغانستان.[67] وفي سبتمبر، صرح نائب رئيس الوزراء دومينيك راب أن المملكة المتحدة "لن تعترف بطالبان كحكومة جديدة في كابول" ولكنها ستكون على استعداد للانخراط في اتصالات مباشرة مع المجموعة.[68]
- الأمم المتحدة: دعت الأمم المتحدة إلى "إنشاء حكومة موحدة وشاملة وتمثيلية، من خلال مفاوضات شاملة، بمشاركة كاملة ومتساوية وهادفة للمرأة.[69] واصل غلام م. إسحاق زاي، الممثل الأفغاني لدى الأمم المتحدة، الذي عينته جمهورية أفغانستان الإسلامية، تمثيل البلاد في اجتماع مجلس الأمن الذي عُقد في 16 أغسطس 2021.[70] لم تعترف الأمم المتحدة بحكومة طالبان الثانية، بل واصلت الاعتراف بالجمهورية الإسلامية كحكومة شرعية للبلاد. في 1 ديسمبر 2021، صوتت لجنة أوراق الاعتماد التابعة للجمعية العامة والمكونة من تسع دول على تأجيل قرار السماح لطالبان بتمثيل أفغانستان في الأمم المتحدة.[71] في 22 ديسمبر 2021، اعتمدت الأمم المتحدة قرارًا يهدف إلى تسهيل تقديم المساعدات إلى أفغانستان.[72] في 15 فبراير 2022، أصدرت الأمم المتحدة قائمة محدثة بمسؤولي الدول الأعضاء مع إزالة أسماء مسؤولي إدارة أشرف غني.[73] في مايو 2024، علقت الأمم المتحدة حقوق أفغانستان في التصويت في الجمعية العامة للأمم المتحدة بسبب فشلها في سداد رسوم عضوية الأمم المتحدة.[74]
- الاتحاد الأوروبي: صرح جوزيف بوريل الممثل السامي للاتحاد الأوروبي ونائب الرئيس للشؤون الخارجية، بأن الاتحاد الأوروبي "سيضطر إلى التواصل مع السلطات في كابول، أيًا كانت. لقد انتصرت طالبان في الحرب، لذا سيتعين علينا التحدث معهم"، إلا أن الاتحاد الأوروبي لا يعتزم الاعتراف بإمارة أفغانستان الإسلامية.[75] في 23 يناير/كانون الثاني 2022، افتُتحت سفارة الاتحاد الأوروبي رسميًا عقب اجتماع بين مسؤولي طالبان ومسؤولين أوروبيين آخرين في أوسلو.[76]

لا تعترف معظم الهيئات الرياضية العالمية بإمارة أفغانستان الإسلامية. إما أن يُحظر رفع علم طالبان في المنافسات، أو يُجبر الرياضيون على المنافسة كمحايدين. وهذا يشمل اللجنة الأولمبية الدولية.

### تصويت الأمم المتحدة
في نوفمبر/تشرين الثاني 2022، أصدرت الأمم المتحدة القرار A/RES/77/10 بعنوان "الوضع في أفغانستان". أدان القرار حكومة طالبان وحثّ على عدم الاعتراف بها. صوّتت 116 دولة بنعم، وامتنعت 10 دول عن التصويت، وامتنعت 67 دولة عن التصويت. لم تصوّت أي دولة ضد القرار.